# Rio Caudal
O Caudal é um pequeno rio no norte de Espanha, que atravessa a zona central do Principado das Astúrias e é afluente do rio Nalón, que desagua no mar Cantábrico, formando uma ria, perto de San Esteban de Pravia. É famoso por constituir uma das grandes bacias mineiras das Astúrias, distribuindo-se nas suas imediações vários poços mineiros.
Nasce em Sovilla, Mieres (Astúrias) a 256 m de altitude, na confluência dos Lena e Aller. Atravessa Mieres.